# W.S. Rendra

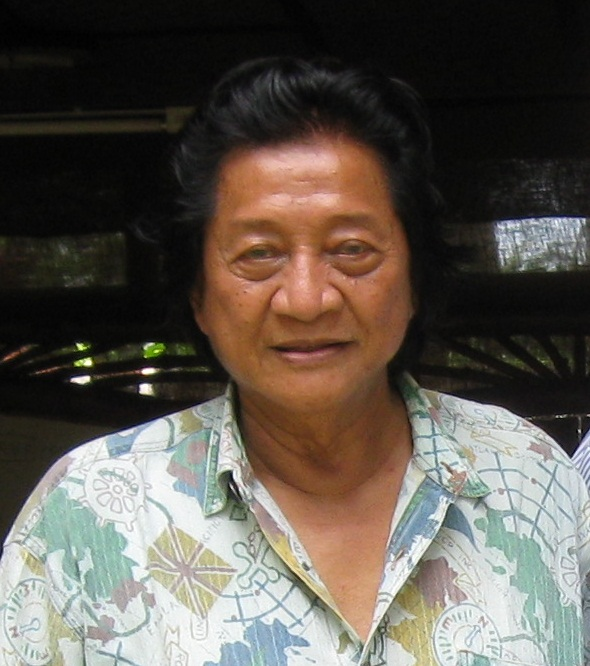
W.S. Rendra

W.S. Rendra lub Rendra, właśc. Willibrordus Surendra Broto Rendra (ur. 7 listopada 1935 w Surakarcie, zm. 6 sierpnia 2009 w Dżakarcie) – indonezyjski dramaturg, poeta i aktor.
Jego twórczość była przekładana na języki obce, m.in. angielski, holenderski, niemiecki i japoński.

## Dzieła
- Ballada Orang-orang Tercinta (zbiór wierszy)
- Blues untuk Bonnie
- Empat Kumpulan Sajak
- Sajak-sajak Sepatu Tua
- Mencari Bapak
- Perjalanan Bu Aminah
- Nyanyian Orang Urakan
- Pamphleten van een Dichter
- Potret Pembangunan Dalam Puisi
- Disebabkan oleh Angin
- Orang Orang Rangkasbitung
- Rendra: Ballads and Blues Poem
- State of Emergency
- Do’a untuk Anak-Cucu